# Hannah Lochner
Hannah Lochner (Toronto, Ontário, 28 de julho de 1993) é uma atriz canadiana. Hannah é mais conhecida por seu papel como Brittany Hanson em "Anjo da Guarda".